# HIST1H2BD
HIST1H2BD‏ (Histone cluster 1 H2B family member c) هوَ بروتين يُشَفر بواسطة جين HIST1H2BD في الإنسان.